# آنی بل
آنی بل (فرانسوی: Annie Belle‎؛ ۱۰ دسامبر ۱۹۵۶ - ۲۷ ژانویهٔ ۲۰۲۴) بازیگر اهل فرانسه بود.
از فیلم‌ها یا مجموعه‌های تلویزیونی که وی در آن‌ها نقش داشته‌است می‌توان به همسفر، آنی، خون سرخ، بی‌تفاوت‌ها، زن ونیزی، گوشه دنج و لب‌های خون اشاره کرد.